# Paracalyx scariosus
Paracalyx scariosus är en ärtväxtart som först beskrevs av William Roxburgh, och fick sitt nu gällande namn av Syed Irtifaq Ali. Paracalyx scariosus ingår i släktet Paracalyx och familjen ärtväxter. Inga underarter finns listade i Catalogue of Life.